# Primula caveana
Primula caveana är en viveväxtart som beskrevs av William Wright Smith. Primula caveana ingår i släktet vivor, och familjen viveväxter. Inga underarter finns listade i Catalogue of Life.